# Derrick Richard White
Derrick Richard White   (Parker, 2 de juliol de 1994) és un jugador professional de bàsquet estatunidenc que actualment juga als Boston Celtics de la NBA. Amb una alçada de 1,93 metres i un pes de 86 kg, ocupa les posicions de base i escorta. Va ser seleccionat en la 29a posició del Draft de l’NBA de 2017 pels San Antonio Spurs, equip amb el qual va debutar professionalment. El febrer de 2022, va ser traspassat als Celtics, on ha esdevingut una peça clau en l'estructura de l'equip.

## Trajectòria esportiva
Derrick White va estudiar a Legend High School a Parker, Colorado, on va destacar en bàsquet i també va jugar a beisbol. Durant el seu últim any de secundària, va experimentar un creixement físic tardà que va atraure l’atenció de Jeff Culver, entrenador de la Universitat de Colorado–Colorado Springs (UCCS), qui li va oferir una plaça per jugar a la Divisió II de la NCAA. White va acceptar l’oferta, tot i no haver rebut cap beca d’universitats de Divisió I.
A UCCS, White es va convertir en una de les estrelles de la conferència, establint-se com a líder històric en punts (1.912) i assistències (343). En la seva tercera temporada, va promediar 25,8 punts, 7,3 rebots i 5,2 assistències per partit, sent escollit All-American i inclòs en el millor quintet de la Rocky Mountain Athletic Conference.
El 2016, va ser transferit a la Universitat de Colorado, de Divisió I, per jugar amb els Colorado Buffaloes, on va completar la seva etapa universitària. En la temporada 2016–17 va ser escollit per al Primer Equip de la Pac-12, promediant 18,1 punts, 4,1 rebots, 4,4 assistències, 1,2 robatoris i 1,4 taps per partit.

## Carrera a la NBA
Derrick White va ser seleccionat pels San Antonio Spurs en la posició número 29 del Draft de l’NBA de 2017. Va començar la seva carrera professional combinant aparicions amb els Spurs i el seu equip filial de la G League, els Austin Spurs.
Després d’anar guanyant minuts, es va consolidar com a jugador clau a San Antonio, destacant especialment a la temporada 2018–19, en què va jugar 65 partits (53 com a titular) i va tenir un paper important als playoffs, amb una mitjana de 15,1 punts en la sèrie contra els Denver Nuggets.
El desembre de 2020, va renovar amb els Spurs per quatre anys i 73 milions de dòlars. El 10 de febrer de 2022, va ser traspassat als Boston Celtics a canvi de Josh Richardson, Romeo Langford i rondes de draft.
El 17 de juny de 2024, White es va proclamar campió de l’NBA amb els Boston Celtics, que van vèncer els Dallas Mavericks en cinc partits (4-1). El juliol següent, va signar una extensió de contracte de 4 anys i 125 milions de dòlars.
El 5 de març de 2025, va anotar 41 punts contra els Portland Trail Blazers, compartint protagonisme amb Payton Pritchard, que en va fer 43; conjuntament van esdevenir la primera parella de jugadors dels Celtics amb 40 punts o més cadascun en un sol partit.

## Selecció nacional
White va ser convocat per a la selecció dels Estats Units per a la Copa del Món FIBA 2019, on l’equip va acabar setè. El 2024, va formar part de l’equip olímpic que va guanyar la medalla d’or als Jocs Olímpics de París, derrotant França a la final.

## Vida personal
Es va casar amb Hannah Schneider, el 28 d'agost de 2021 a qui va conèixer a la universitat. Al 2022 van tenir al seu primer fill, el van anomenar Hendrix James White en honor al músic Jimi Hendrix. El 2023 van tenir el seu segon fill, en Daxton.